# ذيل الثعلب عريض الأوراق
ذيل الثعلب عريض الأوراق  واسمه العلمي (باللاتينية: Setaria megaphylla) نوع نباتي عشبي يتبع جنس ذيل الثعلب من الفصيلة النجيلية.

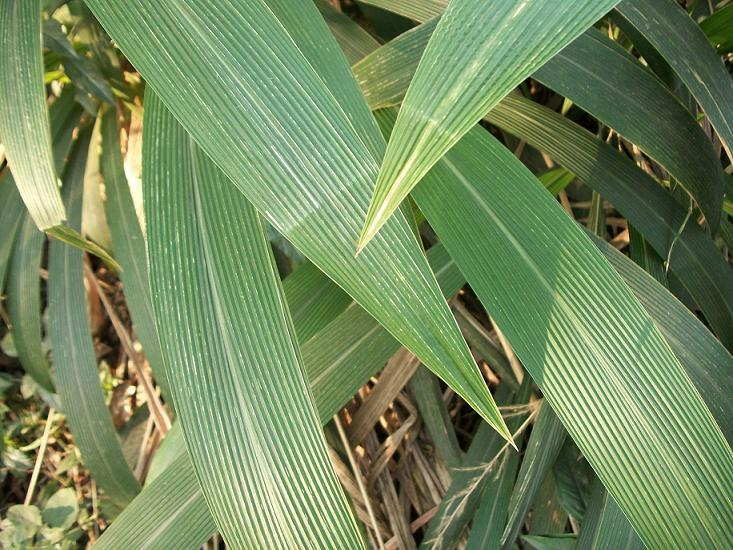
أوراق ذيل الثعلب عريض الأوراق